# Championnats d'Asie de cyclisme 2012
Navigation
Championnats d'Asie 2011 Championnats d'Asie 2013
Les Championnats d'Asie de cyclisme 2012 se sont déroulés du 8 au 18 février 2012 à Kuala Lumpur en Malaisie.

## Résultats des championnats sur route

### Épreuves masculines
| Épreuves         | Or                        | Argent                     | Bronze                |
| ---------------- | ------------------------- | -------------------------- | --------------------- |
| Course en ligne  | Wong Kam Po Hong Kong     | Mahdi Sohrabi Iran         | Taiji Nishitani Japon |
| Contre-la-montre | Eugen Wacker Kirghizistan | Dmitriy Gruzdev Kazakhstan | Hossein Askari Iran   |

### Épreuves féminines
| Épreuves         | Or                          | Argent                   | Bronze                      |
| ---------------- | --------------------------- | ------------------------ | --------------------------- |
| Course en ligne  | Mei Yu Hsiao Taipei chinois | Gu Sung Eun Corée du Sud | Jutatip Maneephan Thaïlande |
| Contre-la-montre | Ah Reum Na Corée du Sud     | Minami Uwano Japon       | Cui Wang Chine              |

## Résultats des championnats sur piste

### Épreuves masculines
| Épreuves               | Or                                                                  | Argent                                                            | Bronze                                                               |
| ---------------------- | ------------------------------------------------------------------- | ----------------------------------------------------------------- | -------------------------------------------------------------------- |
| Keirin                 | Josiah Ng Onn Lam Japon                                             | Azizulhasni Awang Malaisie                                        | Kazunari Watanabe Japon                                              |
| Kilomètre              | Mohd Edrus Yunus Malaisie                                           | Mahmoud Parash Iran                                               | Wu Lok Chun Hong Kong                                                |
| Vitesse individuelle   | Kazunari Watanabe Japon                                             | Azizulhasni Awang Malaisie                                        | Zhang Lei Chine                                                      |
| Vitesse par équipes    | Chine Cheng Changsong Zhang Lei Zhang Miao                          | Japon Seiichiro Nakagawa Yudai Nitta Kazunari Watanabe            | Iran Ali Aliaskari Mahmoud Parash Mohammad Parash                    |
| Poursuite individuelle | Alireza Haghi Iran                                                  | Cheung King Lok Hong Kong                                         | Vladimir Tuychiev Ouzbékistan                                        |
| Poursuite par équipes  | Corée du Sud Jang Sun-jae Park Keon-woo Park Seon-ho Park Sung-baek | Hong Kong Cheung King Lok Cheung King Wai Choi Ki Ho Kwok Ho Ting | Kazakhstan Sergey Kuzin Alexey Lyalko Dias Omirzakov Artyom Zakharov |
| Course aux points      | Kazuhiro Mori Japon                                                 | Mohammad Rajablou Iran                                            | Choi Seung-woo Corée du Sud                                          |
| Scratch                | Feng Chun-kai Taipei chinois                                        | Thurakit Boonratanathanakorn Thaïlande                            | Mohd Harrif Saleh Malaisie                                           |
| Américaine             | Hong Kong Cheung King Lok Choi Ki Ho                                | Kazakhstan Artyom Zakharov Pavel Gatskiy                          | Iran Amir Zargari Abbas Saeidi Tanha                                 |
| Omnium                 | Alexey Lyalko Kazakhstan                                            | Jang Sun-jae Corée du Sud                                         | Kwok Ho Ting Hong Kong                                               |

### Épreuves féminines
| Épreuves               | Or                                      | Argent                                    | Bronze                                                     |
| ---------------------- | --------------------------------------- | ----------------------------------------- | ---------------------------------------------------------- |
| 500 mètres             | Lee Wai Sze Hong Kong                   | Xu Yulei Chine                            | Fatehah Mustapa Malaisie                                   |
| Keirin                 | Fatehah Mustapa Malaisie                | Xu Yulei Chine                            | Lee Wai Sze Hong Kong                                      |
| Vitesse individuelle   | Lee Wai Sze Hong Kong                   | Fatehah Mustapa Malaisie                  | Shi Jingjing Chine                                         |
| Vitesse par équipes    | Chine Shi Jingjing Xu Yulei             | Corée du Sud Lee Eun-Ji Lee Hye-Jin       | Hong Kong Diao Xiao Juan Wang Xiao Fei                     |
| Poursuite individuelle | Maki Tabata Japon                       | Jamie Wong Hong Kong                      | Huang Ho-hsun Taipei chinois                               |
| Poursuite par équipes  | Chine Jiang Fan Jiang Wenwen Liang Jing | Japon Kanako Kase Maki Tabata Minami Ueno | Taipei chinois Hsiao Mei-yu Huang Ho-hsun Tseng Hsiao-chia |
| Course aux points      | Jamie Wong Hong Kong                    | Olga Drobysheva Ouzbékistan               | Maki Tabata Japon                                          |
| Scratch                | Diao Xiao Juan Hong Kong                | Panwaraporn Boonsawat Thaïlande           | Maki Tabata Japon                                          |
| Omnium                 | Huang Li Chine                          | Hsiao Mei-yu Taipei chinois               | Lee Min-Hye Corée du Sud                                   |

## Tableaux des médailles
| Rang  | Nation         | Or | Argent | Bronze | Total |
| ----- | -------------- | -- | ------ | ------ | ----- |
| 1     | Hong Kong      | 6  | 3      | 4      | 13    |
| 2     | Chine          | 4  | 2      | 3      | 9     |
| 3     | Malaisie       | 3  | 3      | 2      | 8     |
| 4     | Japon          | 3  | 3      | 4      | 10    |
| 5     | Corée du Sud   | 2  | 3      | 2      | 7     |
| 6     | Taipei chinois | 2  | 1      | 2      | 5     |
| 7     | Iran           | 1  | 3      | 3      | 7     |
| 8     | Kazakhstan     | 1  | 2      | 1      | 4     |
| 9     | Kirghizistan   | 1  | 0      | 0      | 1     |
| 10    | Thaïlande      | 0  | 2      | 1      | 3     |
| 11    | Ouzbékistan    | 0  | 1      | 1      | 2     |
| Total | Total          | 23 | 23     | 23     | 69    |